# Đạo luật COVFEFE
Đạo luật Ràng buộc Giao tiếp Bảng tin điện tử (Tiếng Anh: Communications Over Various Feeds Electronically for Engagement Act, COVFEFE Act) là một dự luật được giới thiệu trước Hạ viện Hoa Kỳ vào ngày 12 tháng 6 năm 2017 trong khoảng thời gian diễn ra Quốc hội Hoa Kỳ lần thứ 115.
Dự luật sẽ được phép sửa đổi Đạo luật Hồ sơ Tổng thống để bảo quản các bài viết Twitter và các tương tác truyền thông xã hội của Tổng thống Hoa Kỳ, đồng thời yêu cầu Cục Quản lý Hồ sơ và Văn khố Quốc gia lưu trữ lại các tài liệu đó.
Hạ nghị sĩ Hoa Kỳ Mike Quigley thuộc đảng Dân chủ tại bang Illinois đã trình pháp chế trong phản ứng đối phó trước thói quen sử dụng Twitter của Donald Trump, tuyên bố rằng 'để giữ vững tín nhiệm của công chúng vào chính phủ, các công chức được bầu phải giải trình những điều họ làm và nói, điều này bao gồm các dòng Twitter chứa 140 ký tự. Nếu tổng thống Hoa Kỳ đang dùng truyền thông xã hội để đưa ra các tuyên bố chính sách công bất ngờ, chúng ta phải đảm bảo rằng những bản tuyên bố đó được lưu trữ văn kiện và bảo quản để làm tư liệu trong tương lai'. Nếu được ban hành, dự luật "sẽ cấm tổng thống Hoa Kỳ đang thường xuyên dùng Twitter không được xóa bỏ các bài đăng của ông ấy, như cách ông ấy đã thỉnh thoảng làm".
Nếu dự luật được ban hành, nó sẽ cho thấy luật pháp Hoa Kỳ coi các tài khoản truyền thông xã hội cá nhân của tổng thống Hoa Kỳ (ví dụ như tài khoản Twitter  "@realDonaldTrump" của Donald Trump) giống như các tài khoản truyền thông xã hội "chính thức" (ví dụ tài khoản Twitter "@POTUS").

## Bối cảnh

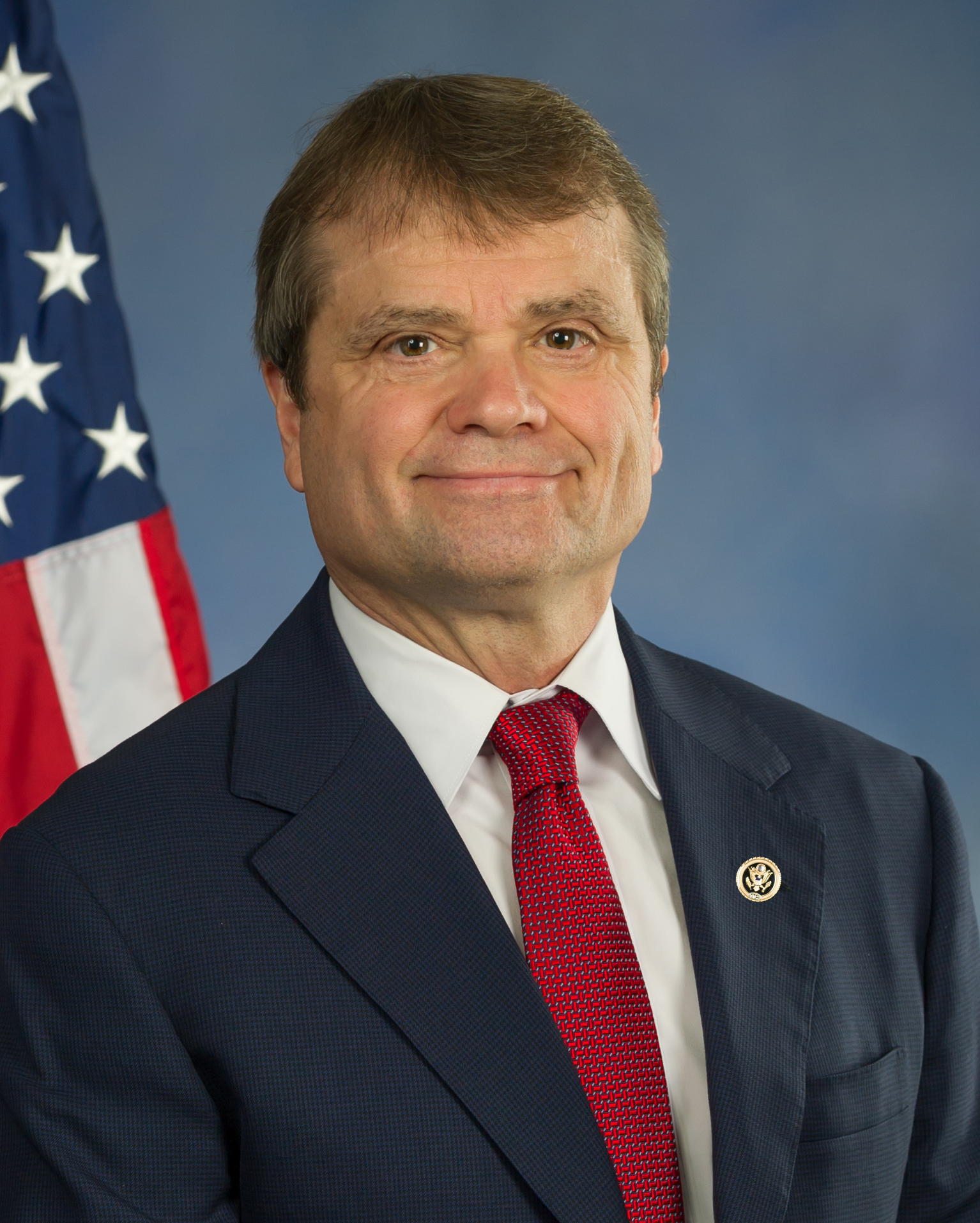
Mike Quigley đảng Dân chủ đã trình pháp chế.

Tên dự luật là một từ cấu tạo ngược của "covfefe", một từ sai chính tả trong một dòng Twitter ngày 31 tháng 5 năm 2017 do Donald Trump đăng tải với nội dung "dù covfefe báo chí tiêu cực thường xuyên" (Despite the constant negative press covfefe). Dòng Twitter không đầy đủ này được yêu thích và được chuyển tiếp lại hàng trăm nghìn lần khiến nó trở thành một trong những dòng Twitter phổ biến nhất năm 2017 khi mọi người suy đoán về ý nghĩa của nó. Dòng Twitter bị xóa vào lúc 5 giờ 48 phút sáng theo múi giờ miền Đông Bắc Mỹ, đến 6 giờ 9 phút theo múi giờ miền Đông Bắc Mỹ thì tài khoản của Trump đã đăng dòng Twitter "Ai có thể tìm ra nghĩa của từ ‘covfefe’??? Đoán nào!".
Trong buổi họp báo ngày 31 tháng 5 năm 2018 tại Nhà Trắng, nhà báo Hunter Walker đến từ Yahoo! đã hỏi thư ký báo chí Nhà Trắng Sean Spicer về dòng Twitter và liệu có bất kỳ sự lo ngại nào về việc tổng thống đăng tải nhiều tweet liên tục lúc rạng sáng. Spicer đáp lại "tôi nghĩ rằng tổng thống và một nhóm nhỏ người biết chính xác ý ông ấy" và không đưa ra lời giải thích nào khác. Phản ứng bất ngờ này khiến gia tăng sự chú ý và chỉ trích từ truyền thông, các nhà bình luận không chắc chắn liệu Spicer có đang đùa hay không.
Callum Borchers của chuyên mục The Fix trên The Washington Post lưu ý rằng chính quyền Trump có thể đã cố tình trả lời theo hướng khuyến khích truyền thông và công chúng tập trung vào covfefe thay vì các tranh cãi khác như Điều tra Tư vấn Đặc biệt, việc từ chức của giám đốc truyền thông Nhà Trắng Michael Dubke, quan hệ Đức–Hoa Kỳ.

## Ý nghĩa pháp lý Twitter của Trump
Các dòng Twitter của Trump đã xác lập tính pháp lý quan trọng trong quá khứ khi thư ký báo chí Nhà Trắng Sean Spicer tuyên bố rằng các dòng Twitter của Trump "được coi là những  tuyên bố chính thức của tổng thống Hoa Kỳ".
Các bài đăng Twitter của Donald Trump đã mâu thuẫn với chương trình nghị sự của ông bởi vì những tuyên bố chính thức công khai đang phủ nhận hoặc đang hạ thấp cũng như những tranh cãi của các luật sư Bộ Tư pháp Hoa Kỳ đang tìm cách bảo vệ những quyết định của Trump trước tòa án. Năm 2017, một Tòa án phúc thẩm Hoa Kỳ đã trích dẫn một trong những tweet của Donald Trump để giữ nguyên phán quyết đến từ một tòa án cấp dưới ngăn chặn Sắc lệnh 13780 của Trump có hiệu lực. Các tòa án nêu rõ ràng rằng những tuyên bố trên Twitter của Donald Trump có thể được sử dụng như bằng chứng ý định.
Donald Trump đã chặn một số lượng các tài khoản người dùng từ tài khoản Twitter "@realDonaldTrump" của ông, ngăn cản những người dùng này xem các dòng Twitter hoặc các bài đăng phản hồi công khai của Trump. Một nhóm người đã liên kết với đại học Columbia đệ trình một đơn kiện "Knight First Amendment Institute v. Trump" để thay mặt cho những người dùng bị chặn. Bên nguyên đơn đã lập luận thành công khi cho rằng các chủ đề phản hồi của @realDonaldTrump cấu thành "một diễn đàn công cộng được định danh" tương đương một cuộc họp công cộng, do đó việc chặn những người dùng dựa trên quan điểm chính trị của họ đã vi phạm Tu chính án I Hiến pháp Hoa Kỳ. Tòa án phúc thẩm khu vực hai Hoa Kỳ giữ nguyên phán quyết này vào ngày 9 tháng 7 năm 2019.